# Chlorurus perspicillatus
Chlorurus perspicillatus là một loài cá biển thuộc chi Chlorurus trong họ Cá mó. Loài này được mô tả lần đầu tiên vào năm 1879.

## Từ nguyên
Tính từ định danh của loài trong tiếng Latinh có nghĩa là "có đeo kính", không rõ hàm ý, có lẽ đề cập đến vệt tím viền xanh ở trước mắt của cá đực.

## Phạm vi phân bố và môi trường sống
C. perspicillatus là loài đặc hữu của quần đảo Hawaii và đảo Johnston gần đó. Chúng sống gần các rạn san hô viền bờ và rạn san hô trong các đầm phá ở độ sâu đến ít nhất là 71 m.

## Mô tả
C. perspicillatus có chiều dài cơ thể tối đa được biết đến là 66 cm. Thân thuôn dài, hình bầu dục. C. perspicillatus đực có màu xanh lục lam, lốm đốm các chấm màu hồng da cam ở thân trước, vảy ở thân sau có viền cùng màu. Vùng trước mắt có một dải màu tím viền xanh lam băng ngang trán. Những con đực trưởng thành có bướu lớn trước trán. Cá cái có màu nâu sẫm, ửng đỏ tươi ở các vây. Cuống đuôi và gốc vây đuôi có màu trắng nổi bật.
Số gai vây lưng: 9; Số tia vây ở vây lưng: 10; Số gai vây hậu môn: 3; Số tia vây ở vây hậu môn: 9.

## Sinh thái học
Thức ăn của C. perspicillatus là tảo. C. perspicillatus thường sống đơn độc hoặc bơi thành các đàn nhỏ trên các rạn san hô. Sự lai tạp giữa C. perspicillatus với Chlorurus spilurus đã được ghi nhận ở Hawaii. Là một loài lưỡng tính tiền nữ, C. perspicillatus chuyển đổi từ cá cái thành cá đực khi đạt đến chiều dài khoảng 44–50 cm.
C. perspicillatus đang bị đánh bắt quá mức ở Hawaii.